# Тит Приферний Пет
Тит Приферний Пет (на латински: Titus Prifernius Paetus) е сенатор на Римската империя през края на 1 век.

## Биография
През 96 г. той е суфектконсул заедно с Квинт Фабий Постумин.
Тит Пет осиновява Тит Приферний Пет Мемий Аполинар и Тит Приферний Пет Розиан Гемин Леканий Бас (суфектконсул около 125 г.).